# Бульфони, Донателла
Донате́лла Бульфо́ни (итал. Donatella Bulfoni, 6 ноября 1959, Удине, Италия) — итальянская легкоатлетка, выступавшая в прыжках в высоту. Участница летних Олимпийских игр 1976 года, серебряный призёр Средиземноморских игр 1979 года.

## Биография
Донателла Бульфони родилась 6 ноября 1959 года в итальянском городе Удине.
Выступала в легкоатлетических соревнованиях за СНИА из Милана, тренировалась под началом Серджио Дзанона.
Впервые попала в состав сборной Италии в 16 лет, когда участвовала в матчевой встрече с легкоатлетами Бельгии в Езоло.
В 1976 году вошла в состав сборной Италии на летних Олимпийских играх в Монреале. Выступала в прыжках в высоту. В квалификации показала 24-й результат — 1,75 метра, уступив 5 сантиметров квалифицировавшимся в финал.
Дважды участвовала в чемпионатах Европы по лёгкой атлетике в помещении. В 1979 году в Вене заняла 10-е место (1,70), в 1981 году в Гренобле — 8-е (1,85).
В 1979 году завоевала серебряную медаль Средиземноморских игр в Сплите, показав результат 1,81 метра и уступив Саре Симеони из Италии (1,98). 
В течение карьеры провела 15 матчей в составе сборной Италии.
В 1980 году пропустила летние Олимпийские игры в Москве из-за травмы. 
В 1981 году заняла 6-е место на летней Универсиаде в Бухаресте, установив личный рекорд — 1,91 метра.
В 22 года из-за постоянных повреждений была вынуждена завершить карьеру.

## Личные рекорды
- Прыжки в высоту — 1,91 (26 июля 1981, Бухарест)[4]
- Прыжки в высоту (в помещении) — 1,85 (22 февраля 1981, Гренобль)[4]